# Pseudopostega longipedicella
Pseudopostega longipedicella là một loài bướm đêm thuộc họ Opostegidae. Nó được miêu tả bởi Donald R. Davis và Jonas R. Stonis, 2007. Nó được tìm thấy ở Puntarenas in Costa Rica và the Canal Zone in Panama.
Chiều dài cánh trước là 2.3–3.7 mm. Con trưởng thành bay vào tháng 4.